# Maria Arredondo
Maria Arredondo (n. 6 iulie 1985, Vennesla, Vest-Agder, Norvegia) este o cântăreață, compozitoare și textieră norvegiană.